# 旧有路家住宅

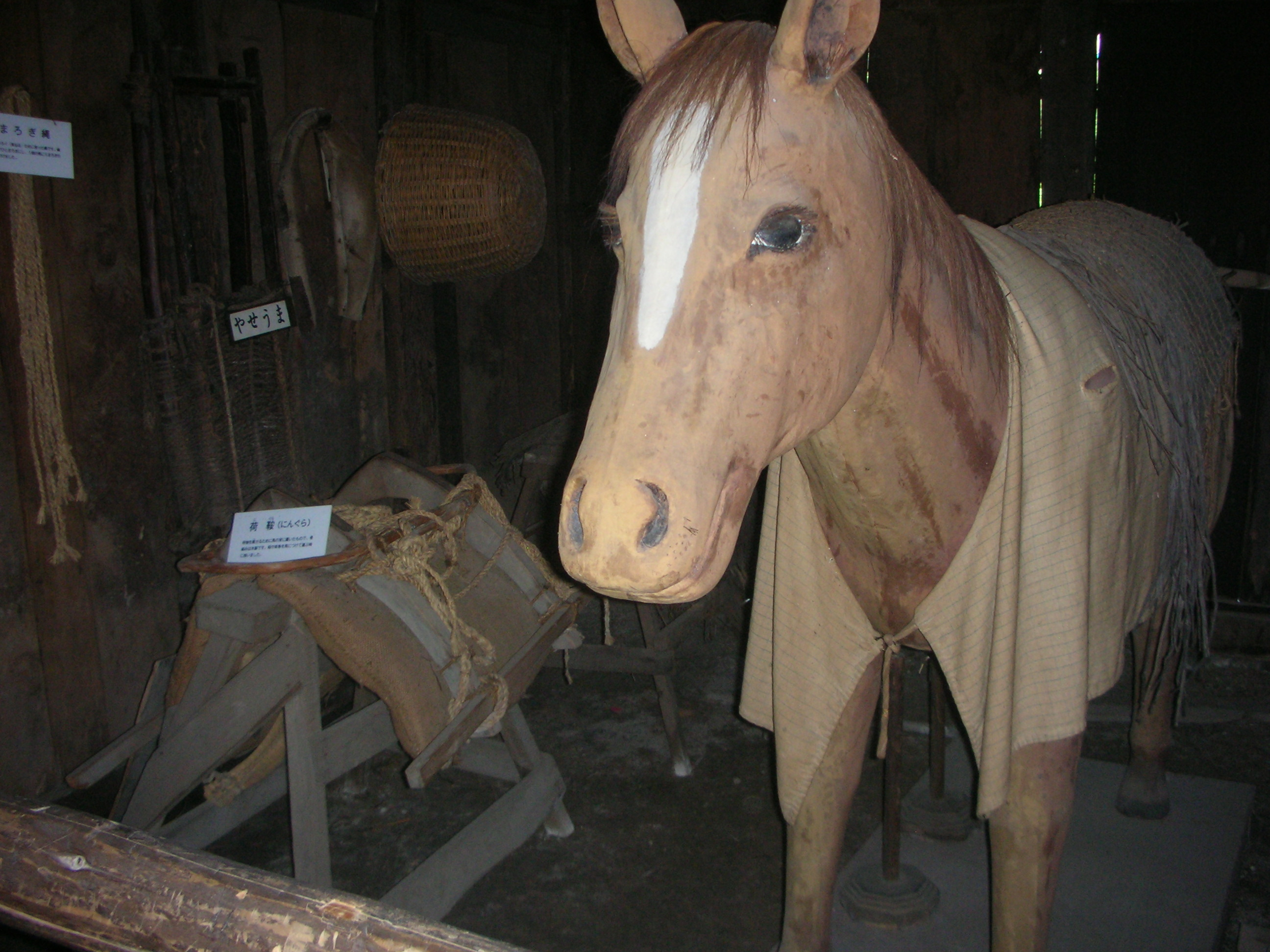
主屋土間内の厩

旧有路家住宅（きゅうありじけじゅうたく）は、山形県最上郡最上町大字堺田にある古民家。江戸時代初期に建てられた当時の庄屋の住宅（民家）である。1969年（昭和44年）12月18日に国の重要文化財（建造物）に指定された。所有者は最上町で、1971年（昭和46年）から1973年（昭和48年）にかけて解体復元修理が行われた。

## 概要
有路家は、1638年から1647年頃までの間に独立した村となった堺田村で、代々この家に住んで、村の庄屋を勤めた家柄である。建物は役屋（村役場）としての性格を持ち、問屋や旅館としての機能も備えていたとみられている。仙台藩領と新庄藩領の国境を守る役人という立場でもあったとされ、芭蕉により「おくのほそ道」に、封人の家（ほうじんのいえ、国境を守る役人の家）と綴られている。元禄2年5月15日（グレゴリオ暦1689年7月1日）、仙台藩領から出羽国に向かっていた俳人、松尾芭蕉と曽良が、梅雨時の雨のために2泊3日、この家に滞在したといわれている。その時に詠んだ句、「蚤虱 馬の尿する 枕もと」が有名である。付近は1954年（昭和29年）に最上町となる以前は「小国」を名乗る（東小国村）山形県内で随一の馬産地で、江戸時代にも馬を寒さから守ろうと家人の住まう主屋に飼っていたことがこの句の背景にあった。

## 構造形式
桁行（間口）25.5m、梁間（奥行）11.2m、寄棟造、茅葺

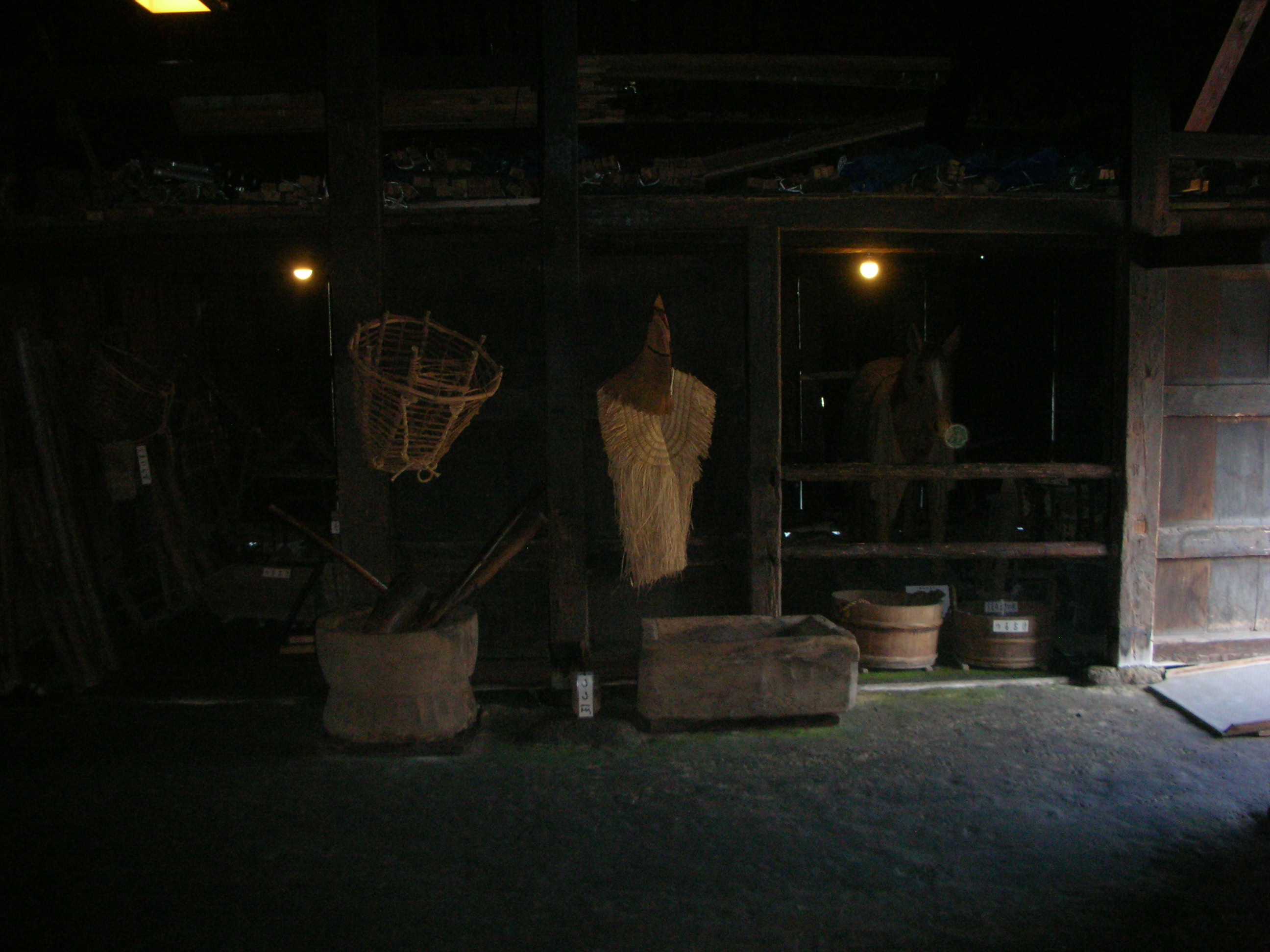
土間
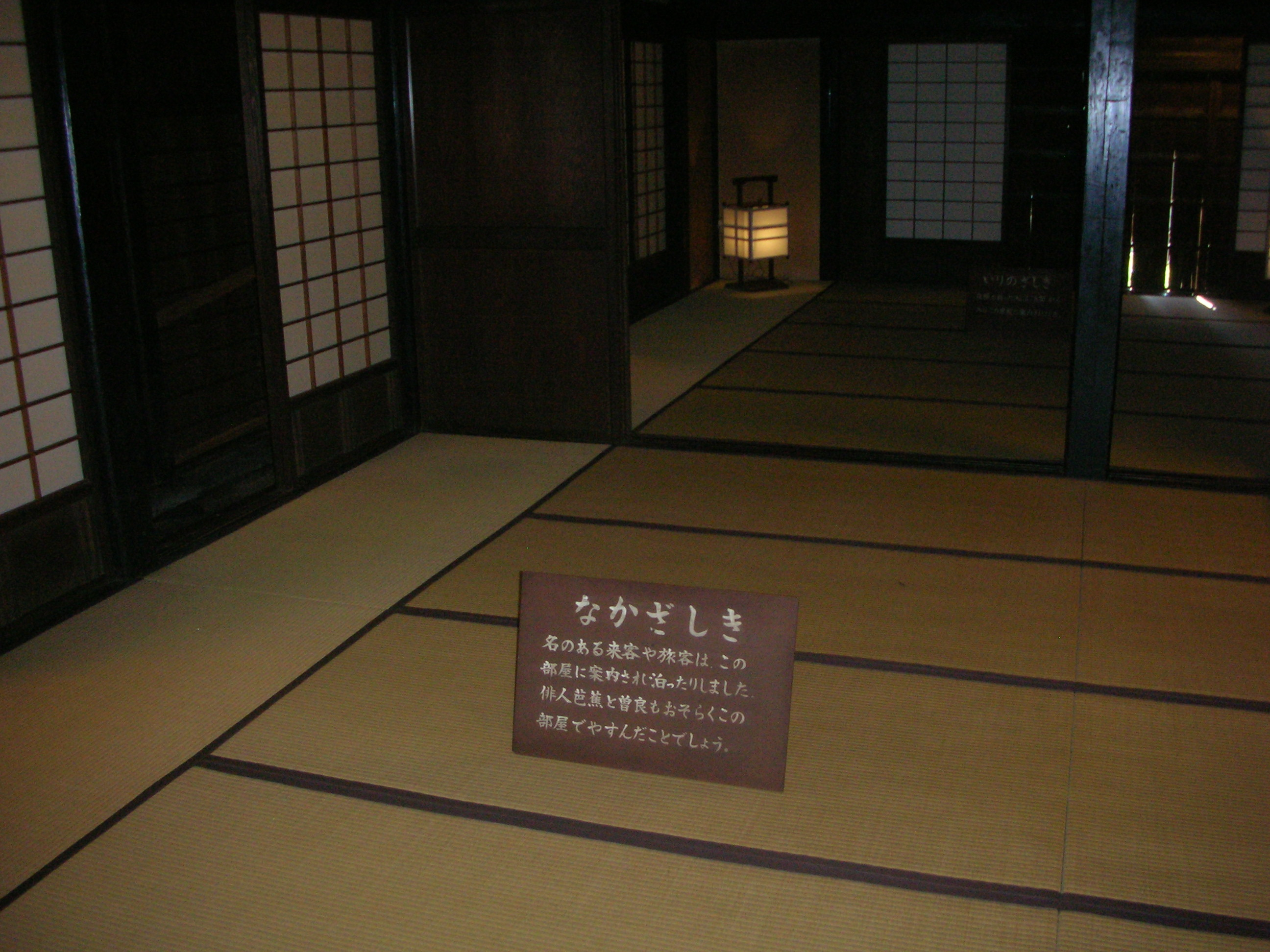
「なかざしき」から「いりのざしき」を見る
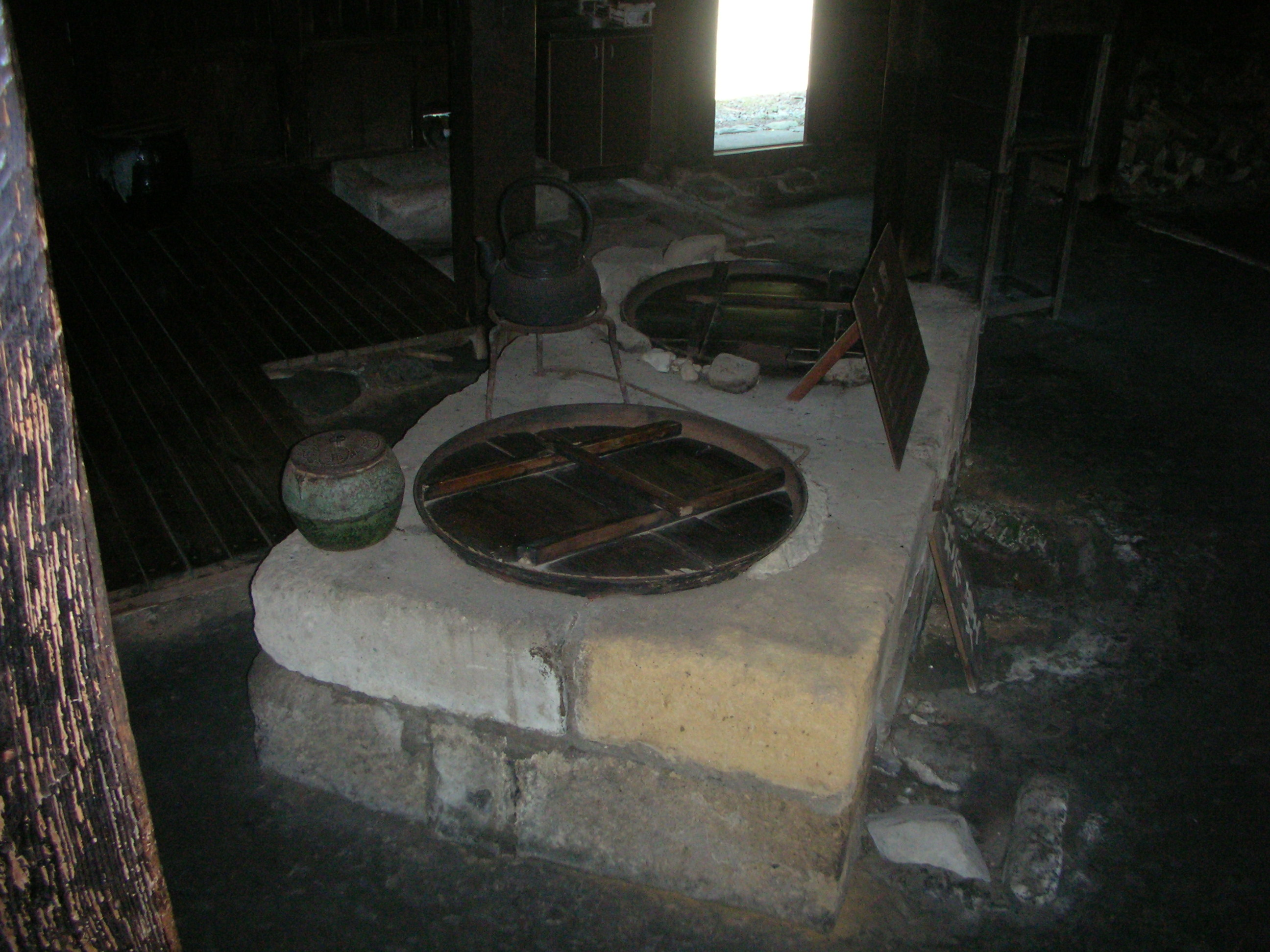
土間の竈

## 利用案内
- 期間 期間限定 4月～10月（冬季閉鎖）

時間 9:00～17:00　料金 120円 - 小中生/250円 - 高校生以上
- 駐車場 20台

## 所在地
- 〒999-6106 山形県最上郡最上町大字堺田59番地の3

## アクセス
- 東日本旅客鉄道堺田駅より徒歩5分

## 周辺
- 山刀伐峠（なたぎりとうげ）
- 赤倉温泉
- 富沢のトチノキ（山形県指定天然記念物、樹齢500年）
- 堺田分水嶺（水路の水が太平洋と日本海に分岐）